# Esrom

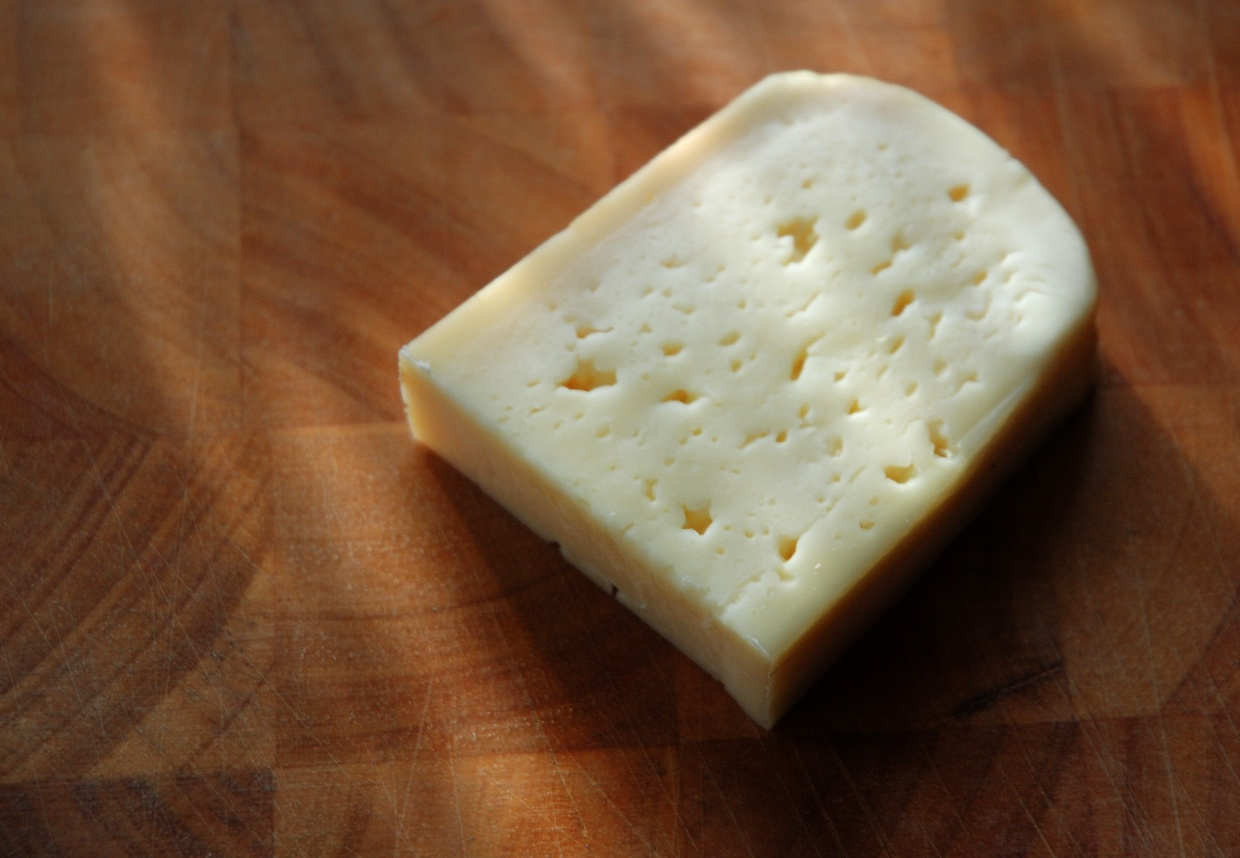
Esrom

Esrom ist eine dänische, hellgelbe Käsesorte aus Kuhmilch. Der Name des Käses geht auf das gleichnamige Kloster in Dänemark zurück. Noch heute wird dort Käse nach einem überlieferten Rezept dieses Klosters produziert. Charakteristisch für Esrom ist sein kräftiger Geschmack. Er wird in Form rechteckiger Blöcke hergestellt, die Rinde ist gelblich, der Teig hell mit reiskorngroßen, unregelmäßigen Löchern.
Die Herstellung des Esroms ist geschützt und auf Dänemark beschränkt. Nur Käse aus dänischer Milch darf den Namen Esrom tragen.